# Clifton (Wirginia)
Clifton – miasto w Stanach Zjednoczonych, w stanie Wirginia, w hrabstwie Fairfax.